# 聖佩德羅 (安蒂奧基亞省)
聖佩德羅是哥倫比亞的城鎮，位於該國北部，由安蒂奧基亞省負責管轄，距離首府麥德林42公里，始建於1659年，面積229平方公里，海拔高度2,475米，2009年人口24,350。
6°27′N 75°33′W / 6.45°N 75.55°W